# Cheonggukjang
El cheonggukjang es una pasta de soja fermentada usada en la cocina coreana. Contiene soja tanto entera como molida.

## Producción
Puede hacerse en 2 a 3 días fermentando soja cocida, añadiéndole Bacillus subtilis, que suele estar en el aire o en el jip (planta de arroz seca), a 40°C sin sal, a diferencia de los periodos de fermentación mucho más largos necesarios para el doenjang, otra variedad menos amarga de pasta de soja coreana. Como muchas formas de doenjang, el cheonggukjang tiene textura de pasta, pero también incluye alguna soja entera sin machacar.
El cheonggukjang también puede hacerse fermentando soja cocida en un lugar templado, machacando una parte y añadiendo sal y guindilla en polvo.

## Historia
El cheonggukjang suele usarse la mayoría de las veces para preparar un estofado, que también se llama simplemente cheonggukjang, pero puede denominarse cheonggukjang jjigae para evitar la confusión. El cheonggukjang jjigae incluye a menudo otros ingredientes, como patata, cebolla y tofu.

## Salud y nutrición
El cheonggukjang suele considerarse un alimento saludable (especialmente en invierno), por ser rico en vitaminas y otros nutrientes, aunque su fuerte olor no siempre se considera agradable. La gente a la que no le gusta su olor pueden sustituirlo por el doenjang.
En 1993, el cheonggukjang inodoro fue inventado por el Dr. Hyun Kyu Joo, un exprofesor de la Universidad KunKook, que obtuvo una patente en 1998 por un método para eliminar el característico olor de esta receta.
También se cree que el cheonggukjang facilita la digestión, por lo que se comercializa en píldoras en Corea del Sur.